# Сімідзу Сатосі
Сімідзу Сатосі  (яп. 清水 聡, 13 березня 1986) — японський професійний боксер, олімпійський медаліст.

## Аматорська кар'єра
На |Олімпійських іграх 2008 в категорії до 57 кг Сімідзу програв в першому бою Якуп Кілічу (Туреччина) — 9-12.
2009 року виграв бронзову медаль на чемпіонаті Азії.
2010 року опустився в нову олімпійську категорію до 56 кг і на Азійських іграх вибув з боротьби у чвертьфіналі.
На Олімпійських іграх 2012:
- У першому раунді змагань переміг Ісаака Догбо (Гана) — 10-9
- У другому раунді змагань пройшов Магомеда Абдулхамідова (Азербайджан)
- У чвертьфіналі переміг Мохамеда Уадаї (Алжир) — 17-15
- У півфіналі програв Люку Кемпбеллу (Англія) — 11-20

### Виступи на Олімпіадах
| Олімпіада   | Дисципліна | Місце |
| ----------- | ---------- | ----- |
| Пекін 2008  | до 57 кг   | =9    |
| Лондон 2012 | до 56 кг   | =3    |

2014 року, здобувши дві перемоги і програвши у півфіналі Доржнямбуугийн Отгондалай (Монголія), виграв бронзову медаль на Азійських іграх в категорії до 60 кг.
Не зміг здобути олімпійську ліцензію на Олімпійські ігри 2016.

## Професіональна кар'єра
4 вересня 2016 року дебютував на професійному рингу. В четвертому бою здобув титул чемпіона Азійсько-Тихоокеанського регіону в напівлегкій вазі. 12 липня 2019 року у дев'ятому бою програв нокаутом Джо Нойнею (Філіппіни) поєдинок за титул WBO Asia Pacific у другій напівлегкій вазі.
25 липня 2023 року вийшов на бій проти чемпіона WBO у напівлегкій вазі Робейсі Раміреса (Куба) і зазнав поразки нокаутом у п'ятому раунді.

## Зовнішні посилання
- Досьє на sport.references.com [Архівовано 13 жовтня 2012 у Wayback Machine.]
- Сімідзу Сатосі(англ.) — статистика професійних боїв на сайті BoxRec